# Viadotto Akragas
Il viadotto Akragas (noto anche come viadotto Morandi o viadotto Manfredi ) è un ponte stradale che collega le frazioni di Villaseta e Monserrato al comune di Agrigento. Esso è suddiviso in due parti, rispettivamente Akragas I (lunga 1402 m) e Akragas II (lunga 868 m), e fa parte della strada statale 115 quater Sud Occidentale Sicula.

## Storia
In seguito alla frana di Agrigento del 1966 si decise di porre un gran numero di alloggi prefabbricati nella frazione di Villaseta per ospitare gli sfollati e pertanto si rese necessaria la costruzione di un collegamento più agevole con Agrigento. Il viadotto fu progettato dall'ingegnere Riccardo Morandi e realizzato tra il 1967 e il 1970, anno della sua inaugurazione.
Il ponte fu chiuso nel marzo 2015 da ANAS a causa di ingenti danni strutturali al fine di poter effettuare i necessari interventi di manutenzione e messa in sicurezza. Dopo una breve apertura nei primi mesi del 2017, il viadotto è stato nuovamente chiuso nel maggio dello stesso anno con l'avvio di ulteriori lavori di ristrutturazione con una terminazione prevista per il 2021.